# Scarabaeus intricatus
Scarabaeus intricatus là một loài bọ cánh cứng trong họ Bọ hung (Scarabaeidae).